# Aérodrome de Bordeaux - Léognan - Saucats
L’aérodrome de Bordeaux - Léognan - Saucats (code OACI : LFCS) est un aérodrome civil, ouvert à la circulation aérienne publique (CAP), situé sur les communes de Léognan (95%), Martillac et Saucats à 15 km au sud de Bordeaux, en Gironde (région Nouvelle-Aquitaine, France).
Il est utilisé pour la pratique d’activités de loisir et de tourisme (aviation légère, vol à voile, hélicoptère et aéromodélisme).

## Histoire

### La naissance de l'aérodrome
En 1946, la guerre vient de s'achever et l'aviation dite de tourisme est en piteux état, les machines autant que les hommes ont disparu dans la tourmente de 1939–1945. Les infrastructures sont en ruine : tout est à reconstruire !
En 1947, l'aérodrome de Cabanac-et-Villagrains accueille l'Aéro-Club du Sud-Ouest exsangue. Cinq avions volent tant bien que mal en fonction des approvisionnements en carburant et en pièces détachées : deux Stampe, un Bucker, deux Piper Cub. Trois de ces avions appartiennent à Jean Chambon, qui avec son ami Pierre Obrecht, ne ménage pas ses efforts pour relancer l'activité, l'école de pilotage, la formation des jeunes. Mais le terrain de Cabanac-et-Villagrains est trop petit, trop loin de Bordeaux et mal encadré.
Avec l'aval des bases aériennes, Jean Chambon achète en 1949 un terrain de 50 ha dans la lande de Léognan et, soutenu par des amis, il s'attaque en 1950 au tracé de ce qui sera bientôt une piste. Sous l'autorité du général Humbert, ancien pilote de 1917, une équipe puissamment outillée, vient prêter main-forte aux pionniers défricheurs. Chambon paye l'essence et la nourriture. L'aérodrome de Léognan est en train de naître à bon compte, mais au prix de beaucoup d'efforts.
En 1951, la piste de 700 m, aplanie et compactée, est ouverte à titre privé.
En 1952, deux hangars planeurs et un club house en bois sortent de terre.
En 1953, la piste est allongée. Elle est malheureusement mal orientée par rapport aux vents dominants. On entreprend alors la création d'une seconde piste baptisée piste blanche aujourd'hui à l'emplacement de l'actuelle piste de modèles réduits. Un hangar « Venot » (le grand hangar actuel dit « abri commun ») est construit pour abriter les avions ainsi qu'un atelier mécanique avions et un atelier planeur, qui deviendra un atelier régional. L'activité aéronautique commencée sur les terrains de Cabanac-et-Villagrains, est déplacé à Léognan. Chacun participe au déménagement avec l'appui matériel fourni par les militaires et la municipalité de Léognan. Cette année-là, 6000 mouvements d'avions, 2151 lancers de planeur et 1504 heures de vol effectué attesteront du dynamisme de la nouvelle plate-forme. Marcelle Choisnet se pose en planeur à Léognan à l'issue d'un vol qui fera d'elle la championne du monde de distance. Elle remportera d'ailleurs, au départ de Léognan, un second titre mondial de distance à but fixé.
En 1955, 15 avions et 9 planeurs sont basés à Léognan pour le plaisir de 100 pilote d'avion et 76 vélivoles. La piste blanche de 2 000 m × 110 m est achevée : un jour de brouillard, elle tirera de mauvais pas deux « corsaires » de l'aéronavale qui s'y poseront sans dommage.

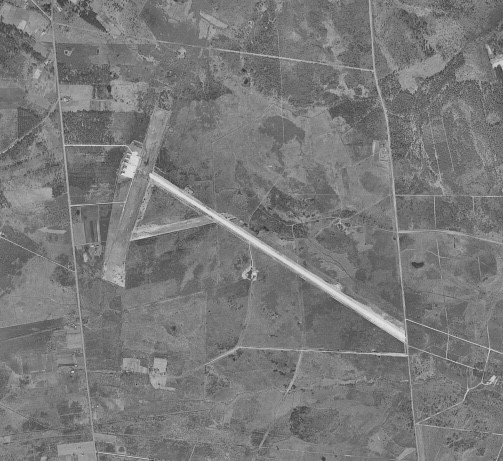
Aérodrome de LFCS en 1956.

### De 1950 à nos jours
Vers la fin des années 1950, l'État devient propriétaire et gestionnaire de l'aérodrome. Du personnel des bases aériennes est détaché sur place pour assurer l'entretien. Le matériel nécessaire (assainissement, fauchage) est affecté et abrité dans un hangar construit puis cédé par les Chantiers Modernes.
À partir des années 1960, sous l'impulsion d'Albert Nadau, le club House qui deviendra le restaurant « les Ailes », sort de terre, réalisé par les bases aériennes. À l'époque, les activités avions et planeurs se déroulent sur deux bandes parallèles en herbe. Celles-ci sont sujettes à de nombreuses inondations qui pénalisent l'activité du terrain de novembre à fin février. L’hiver, elle était souvent inondée. Ce qui explique le nom de la revue de l’aéro-club « la Flaque ».
L’aérodrome est ouvert à la circulation aérienne publique par arrêté du 23 novembre 1962. Il n’est utilisable que par les aéronefs équipés de radio et uniquement de jour.
La plate-forme de Bordeaux-Léognan a été installée à la suite du déplacement de l’aérodrome Blériot à Bègles, à cause du tracé de la future rocade. Il était implanté contre la Garonne sur le site actuel du centre commercial Rives d’Arcins.
Ce n'est qu'en 1985 que l'aérodrome voit se construire une piste en dur qui permet le développement normal de l'activité sans interruption saisonnière. Les différents hangars encore visibles ont été érigés progressivement par les clubs et ont chacun une histoire marquée par le bénévolat, la solidarité et le système D. Des hangars privés font également leur apparition. Une deuxième ligne de hangars est implantée au nord-est de la précédente dans le cadre d'un nouveau plan d'aménagement. L'activité vélivole se transporte en zone est, en 1998 achevant de donner au site son visage actuel.
Avec 50 000 mouvements annuels, il se place dans les cinq premiers du Grand Sud-Ouest. Le parc des avions et hélicoptères basés représente 47 appareils, auxquels s’ajoutent 20 planeurs de performance. Plus de 700 usagers participent aux activités de ce site. On y pratique l’aéromodélisme, l’ULM, le vol à voile, le vol moteur avec ses différentes composantes : formation, tourisme aérien, voltige, construction amateur, travail aérien (photo aérienne, publicité, remorquage de banderoles).
En 2007, la gestion de l’aérodrome est confiée à la Communauté de communes de Montesquieu.

## Installations
L’aérodrome dispose de deux pistes orientées nord-sud (03/21) :
- une piste bitumée longue de 800 m et large de 20 ;
- une piste en herbe longue de 774 m et large de 80, réservée aux planeurs et aux avions à train classique basés.

L’aérodrome n’est pas contrôlé. Les communications s’effectuent en auto-information sur la fréquence de 119,000 MHz.
S’y ajoutent :
- une aire de stationnement ;
- des hangars ;
- une station d’avitaillement en carburant (100LL et UL91) ;
- un restaurant[3].

## Activités
- Aéro-club de Bordeaux
- Association Aéronautique d’Aquitaine
- Dassault Aéroclub Aquitaine
- TASO hélicoptère
- Bordeaux Aviation
- Aéro Model Club des Graves
- Air Marine
- Association « Les ailes du Bordelais »

## Anecdotes
« Depuis sa création en 1951, où j'ai pu commencer à utiliser cet aérodrome (vol en planeur), il y a eu bien entendu quelques changements. La piste en herbe, souvent impraticable l'hiver, à cause d'une couche d'alios imperméable à faible profondeur, a été par la suite épaulée par une piste en dur flanquée de chemins de roulement et de parkings également en dur. Tout se passe ici avec discrétion, comme le posé d'un chef d'État (François Mitterrand) venu rendre visite incognito à l'un de ses anciens ministres (Roland Dumas). ».

## Webcam
Une webcam permet de visualiser la zone de parking et de trafic de l'aérodrome ainsi que la manche à air.